# Улица Геронтия Кикодзе
Улица Геронтия Кикодзе (груз. გერონტი ქიქოძეს ქუჩა) — улица в Тбилиси, в историческом районе Сололаки, от улицы Ладо Асатиани до улицы Георгия Леонидзе.

## История
Проложена в XIX веке при застройке района, ранее эту территорию занимали царские сады (указаны на старинных планах).
Первое название — Институтская, затем — Паскевича (в честь главнокомандующего русскими войсками на Кавказе с 1827 по 1830 Ивана Фёдоровича Паскевича).
В советское время улица носила имя советского партийного деятеля Ф. И. Махарадзе (1868—1941), жившего на этой улице.
Современное название с 1991 года в честь известного грузинского писателя, литературного критика и переводчика Геронтия Кикодзе (1886—1960).

## Достопримечательности

д. 11

дома 3 и 6 возведены по проекту архитектора Озерова (1905).
д. 4 — Дом Харазова
д. 9 — бывшее консульство Эстонии
д. 11 — «Итальянская вилла» (1914, архитектор Тер-Микелов), принадлежала купцам и рыбопромышленникам братьям Маиловым, в советское время жила советская элита.
д. 17/6 — дом Долуханова (1906)

## Известные жители
д. 9 — Александр Манташев
д. 11 — Мери Накашидзе, Екатерина Сохадзе, Евгений Микеладзе, Филипп Махарадзе, Иван и Мариам Орахелашвили
Михаил Арамянц